# Ерисихтон
Ерисихтон је у грчкој митологији било име више личности.

## Триопов син
Ерисихтон је био син тесалског краља Триопа и Хискиле. Био је био познат као богат, али безбожан човек и једном приликом је посекао дрвеће из светог гаја и тако побио нимфе дријаде. Зато су преживеле нимфе обукле црне хаљине и позвале богињу Деметру, којој је гај био посвећен и који је она волела, да освети њихове сестре. Она га је казнила тако што му је послала Фемеса (Глад). Могао је да једе неограничено много и опет да остане гладан. Пошто је појео све што је имао, најпре је просио за храну, а да би обезбедио средства за задовољење своје глади, коначно је продавао кћерку Местру. Њу је Посејдон обдарио да може да мења облике и отац ју је увек изнова продавао као робињу, кобилу, говече, јелена или птицу. Међутим, ни то није утолило његову глад и коначно је појео самог себе. Неки аутори као његовог оца наводе и Мирмидона и Хелија.

## Кекропов син
Ерисихтон је био и атички херој, син Кекропа и Аглауре. Отишао је на Дел како би пренео дрвену статуу богиње Ејлејтије у Атину, али је при повратку умро, млад и без деце. Према Паусанији, његов гроб је приказиван у Фрасији. О њему је писао и Аполодор.